# Carangoides hedlandensis
Carangoides hedlandensis is een straalvinnige vissensoort uit de familie van horsmakrelen (Carangidae). De wetenschappelijke naam van de soort is voor het eerst geldig gepubliceerd in 1934 door Whitley.